# Povl Christensen (film)
|  | Denne artikel er oprettet af botten PalnaBot ud fra en ekstern database. Den kan derfor have sproglige fejl eller mangler. Denne skabelon kan fjernes efter kontrol af indholdet. |

Povl Christensen er en film instrueret af Per Ulrich.

## Handling
Et uhøjtideligt portræt af kunstneren Povl Christensen, der giver et indtryk af hans miljø og arbejdsfacon og specielt fokuserer på den lange række af tekstillustrationer, han har lavet til bl.a. Tom Kristensen og Blicher.